# 브라마굽타
브라마굽타(산스크리트어: ब्रह्मगुप्त, 598년~668년)는 인도의 수학자, 천문학자이다. 그의 저작은 이슬람 세계와 유럽에 인도 수학이나 천문학을 전하는 역할을 했다.
그의 저작은 브라마스푸타싯단타(Brāhmasphuṭasiddhānta)이다. 이책은 총 21장으로 이루어졌으며 수학과 천문학에 관련된 책이다. 21장 중 2장은 수학을 다루고 있는 데 정수로 할 수 있는 사칙연산, 제곱근과 거듭제곱에 관한 내용이 담겨있다.
서기 7세기에 우자인에 천문관장으로 부임한다. 서기 7세기 당시 우자인은 인도 천문학의 중심지였다.

## 같이 보기
- 힌두-아라비아 숫자
- 아리아바타